# Eiskunstlauf-Europameisterschaft 1926
Die 25. Eiskunstlauf-Europameisterschaft fand 1926 in der Schweizer Gemeinde Davos statt.

## Ergebnis

### Herren
| Platz | Sportler             | Land                   |
| ----- | -------------------- | ---------------------- |
| 1     | Willy Böckl          | Österreich             |
| 2     | Otto Preissecker     | Österreich             |
| 3     | Georges Gautschi     | Schweiz                |
| 4     | John Page            | Vereinigtes Königreich |
| 5     | Gunnar Jakobsson     | Finnland               |
| 6     | Robert Van Zeebroeck | Belgien                |
| 7     | Hugo Distler         | Österreich             |
| 8     | Artur Vieregg        | Deutsches Reich        |

## Quelle
- European figure skating championships 1922–1929. Skatabase, archiviert vom Original am 28. August 2008; abgerufen am 18. Mai 2018 (englisch).